# (3916) Maeva
(3916) Maeva (1981 QA3) – planetoida z pasa głównego asteroid okrążająca Słońce w ciągu 5,81 lat w średniej odległości 3,23 j.a. Odkryta 24 sierpnia 1981 roku.